# Rounds Rocket
Rounds Rocket, także Rounds Rocket Special – samochód wyścigowy, skonstruowany przez Lesovsky'ego i Deidta na zlecenie Nathana Roundsa i uczestniczący w zawodach Indianapolis 500 w 1949 i 1950 roku. Kierowcy modelu nie zakwalifikowali się do żadnego z tych wyścigów.

## Historia
W 1949 roku tajemnicza postać z Los Angeles, opisywany jako „sportowiec” lub „mechanik” Nathan Rounds, przybliżył Lujie Lesovsky'emu i Emilowi Deidtowi zarys projektu pierwszego w historii Indianapolis 500 samochodu z silnikiem umieszczonym przed osią tylną i napędem na tylne koła. Rounds był prawdopodobnie zainspirowany przedwojennymi modelami C i D firmy Auto Union i samochodem Miller Gulf, a także samochodem Tucker Torpedo Special. Zapłacił on trzy tysiące dolarów Lesovsky'emu, który obiecał, że w wolnej chwili popracuje nad projektem. Jako że Deidt i Lesovsky ukończyli projekt stosunkowo późno, model przed Indianapolis 500 1949 był testowany tylko na torze Bonneville Salt Flats, gdzie osiągnął ówcześnie bardzo wysoką prędkość 140 mil na godzinę. Samochód został wystawiony na Indianapolis 500, ale jego kierowca, Bill Taylor, nie zdołał się zakwalifikować do wyścigu, osiągając prędkość 124 mil na godzinę.
W 1950 roku samochód ponownie został wystawiony do Indianapolis 500, a jego kierowcą był Bill Vukovich. Vukovich nie osiągał jednak konkurencyjnych czasów i wycofał się po tym, gdy w samochodzie złamała się półoś.

## Specyfikacja techniczna
Samochód był wyposażony w umieszczony centralne (przed tylną osią) czterocylindrowy rzędowy silnik Meyer & Drake Offenhauser z dwoma wałkami rozrządu w głowicy. Silnik stosował mechaniczny wtrysk paliwa Hillborn. Jego pojemność skokowa wynosiła 4424 cm³, a moc maksymalna – około 350 KM przy 5500 obr./min. Model używał dwubiegowej manualnej skrzyni biegów. Na zawieszenie składały się stałe osie z drążkami skrętnymi. Wszystkie cztery koła używały hamulców bębnowych.

## Dalsze losy modelu
Po Indianapolis 500 1950 Rounds Rocket nie był już wykorzystany w żadnym wyścigu AAA czy Indianapolis 500 i wrócił do Kalifornii, gdzie wcześniej był przechowywany w garażu matki Nathana Roundsa w Beverly Hills. Model w garażu tym spędził 19 lat; w tym czasie pojawiły się niemające pokrycia w rzeczywistości plotki, jakoby budowę samochodu finansował Howard Hughes. W 1969 roku został zakupiony przez Billa Harraha, który odrestaurował samochód. Model w 1987 został zakupiony przez Johna Lee, który zlecił firmie Smith Coachworks wykonanie remontu generalnego i przywrócenie modelu do stanu z 1949 roku. Rounds Rocket pojawił się na wystawie na Pebble Beach w 1993 roku.

## Wyniki w Formule 1
W latach 1950–1960 wyścig Indianapolis 500 był eliminacją Mistrzostw Świata Formuły 1.
| Legenda oznaczeń w tabelach wyników Wyświetl szablon na nowej stronie | Legenda oznaczeń w tabelach wyników Wyświetl szablon na nowej stronie                                                                     |
| Oznaczenie                                                            | Wyjaśnienie |
| --------------------------------------------------------------------- | --- |
| Złoty                                                                 | Zwycięzca lub mistrzostwo |
| Srebrny                                                               | 2. miejsce lub wicemistrzostwo |
| Brązowy                                                               | 3. miejsce lub II wicemistrzostwo |
| Zielony                                                               | Ukończył, punktował (w klasyfikacji generalnej, gdy zdobył co najmniej jeden punkt na przestrzeni sezonu, poza trzema powyższymi opcjami) |
| Niebieski                                                             | Ukończył, nie punktował (w klasyfikacji generalnej, gdy nie zdobył co najmniej jednego punktu na przestrzeni sezonu)                      |
| Czerwony                                                              | Nie zakwalifikował się (NZ) |
| Czerwony                                                              | Nie prekwalifikował się (NPK) |
| Różowy                                                                | Nie ukończył (NU) |
| Różowy                                                                | Niesklasyfikowany (NS) (w klasyfikacji generalnej, gdy nie został sklasyfikowany w żadnym wyścigu sezonu)                                 |
| Czarny                                                                | Zdyskwalifikowany (DK) |
| Czarny                                                                | Wykluczony (WYK/EX) |
| Biały                                                                 | Nie wystartował (NW) |
| Biały                                                                 | Kontuzjowany (K/INJ) |
| Biały                                                                 | Wyścig odwołany (OD/C) |
| Bez koloru                                                            | Został wycofany (WYC/WD) |
| Bez koloru                                                            | Nie przybył (NP/DNA) |
| Bez koloru                                                            | Nie brał udziału w treningach (NT/DNP) |
| Bez koloru                                                            | Nie został zgłoszony (–) |
| Pogrubienie                                                           | Start z pole position |
| Kursywa                                                               | Najszybsze okrążenie wyścigu |
| †                                                                     | Nie ukończył, ale jego rezultat został zaliczony ze względu na przejechanie więcej niż 90% dystansu wyścigu.                              |
| *                                                                     | Sezon w trakcie |
| 1/2/3                                                                 | Punktowana pozycja w sprincie kwalifikacyjnym                                                                                             |
| Lista systemów punktacji Formuły 1                                    | |

| Sezon | Zespół          | Silnik      | Kierowcy      | Wyniki w poszczególnych eliminacjach | Wyniki w poszczególnych eliminacjach | Wyniki w poszczególnych eliminacjach | Wyniki w poszczególnych eliminacjach | Wyniki w poszczególnych eliminacjach | Wyniki w poszczególnych eliminacjach | Wyniki w poszczególnych eliminacjach | Wyniki kierowców | Wyniki kierowców |
| Sezon | Zespół          | Silnik      | Kierowcy      | GBR                                  | MCO                                  | 500                                  | SUI                                  | BEL                                  | FRA                                  | ITA                                  | Punkty           | Pozycja          |
| ----- | --------------- | ----------- | ------------- | ------------------------------------ | ------------------------------------ | ------------------------------------ | ------------------------------------ | ------------------------------------ | ------------------------------------ | ------------------------------------ | ---------------- | ---------------- |
| 1950  | REC / NJ Rounds | Offenhauser | Bill Vukovich | -                                    | -                                    | NZ                                   | -                                    | -                                    | -                                    | -                                    | 0                | NS               |